# Мачарі
Мачарі (кит. 玛查理镇, пін. Măchálĭ Zhèn) — містечко у КНР, адміністративний центр повіту Мадо у Голо-Тибетській автономній префектурі провінції Цінхай.

## Географія
Мачарі розташовується у східній частині регіону Амдо на висоті понад 4200 метрів над рівнем моря.

### Клімат
Містечко знаходиться у зоні так званої «гірської тундри», котра характеризується кліматом арктичних пустель. Найтепліший місяць — липень із середньою температурою 6.7 °C (44 °F). Найхолодніший місяць — січень, із середньою температурою -15 °С (5 °F).
| Клімат Мачарі           | Клімат Мачарі | Клімат Мачарі | Клімат Мачарі | Клімат Мачарі | Клімат Мачарі | Клімат Мачарі | Клімат Мачарі | Клімат Мачарі | Клімат Мачарі | Клімат Мачарі | Клімат Мачарі | Клімат Мачарі | Клімат Мачарі |
| Показник                | Січ.          | Лют.          | Бер.          | Квіт.         | Трав.         | Черв.         | Лип.          | Серп.         | Вер.          | Жовт.         | Лист.         | Груд.         | Рік           |
| Середній максимум, °C   | −7            | −4            | 0             | 4             | 8             | 11            | 13            | 13            | 9             | 3             | −2            | −6,1          | 3             |
| Середня температура, °C | −15           | −13           | −8            | −2            | 1             | 5             | 7             | 7             | 3             | −2            | −10           | −15           | −3            |
| Середній мінімум, °C    | −23           | −20           | −15           | −9            | −4            | 0             | 2             | 1             | −1            | −7            | −17           | −23           | −9            |
| Норма опадів, мм        | 3             | 4             | 7             | 10            | 27            | 57            | 70            | 63            | 48            | 18            | 3             | 2             | 311           |
| ----------------------- | ------------- | ------------- | ------------- | ------------- | ------------- | ------------- | ------------- | ------------- | ------------- | ------------- | ------------- | ------------- | ------------- |
| Джерело: Weatherbase    |               |               |               |               |               |               |               |               |               |               |               |               |               |